# كيم وون-هونج
كيم وون-هونج هو سياسي كوري شمالي، ولد في 17 أبريل 1945 في هوانغهاي الشمالية في كوريا الشمالية. نشط حزبياً في حزب العمال الكوري.